# Clavicomus heydeni
Clavicomus heydeni é uma espécie de insetos coleópteros polífagos pertencente à família Anthicidae.
A autoridade científica da espécie é De Marseul, tendo sido descrita no ano de 1879.
Trata-se de uma espécie presente no território português.